# ITU G.992.5 Annex M
G.992.5 Annex M, также ADSL2+ Double Upstream — дополнение к Рекомендации МСЭ-Т G.992.5, позволяющее в теории увеличить скорость исходящего потока (скорость передачи данных от пользователя к провайдеру) с 1 до 3,5 Мбит/с (симметричный режим передачи данных ADSL2+ Annex M), то есть это ADSL с расширенным Upstream. На практике скорость соединения колеблется от 1,3 до 2,5 Мбит/с.
Чтобы соединение на данной модуляции было бессбойным, у вас должна быть хорошая, без физических повреждений, телефонная линия.
Гарантирует 85 % пропускной способности Upstream sync rate (скорости синхронизации линии от клиента к серверу).
Теоретически насколько увеличивается Upstream Rate, настолько же падает Downstream Rate, поскольку Annex M требует в 2 раза более широкий спектр частот. На практике это изменение почти незаметно (разница составляет примерно 1—2 Мбит/с).